# Edward LeSaint
Edward LeSaint (Cincinnati, 13 december 1870 – Los Angeles, 10 september 1940) was een Amerikaanse acteur, filmregisseur, scenarioschrijver en filmproducent gedurende het stommefilmtijdperk. Hij speelde in meer dan 300 films en regisseerde er meer dan 90.

## Galerij

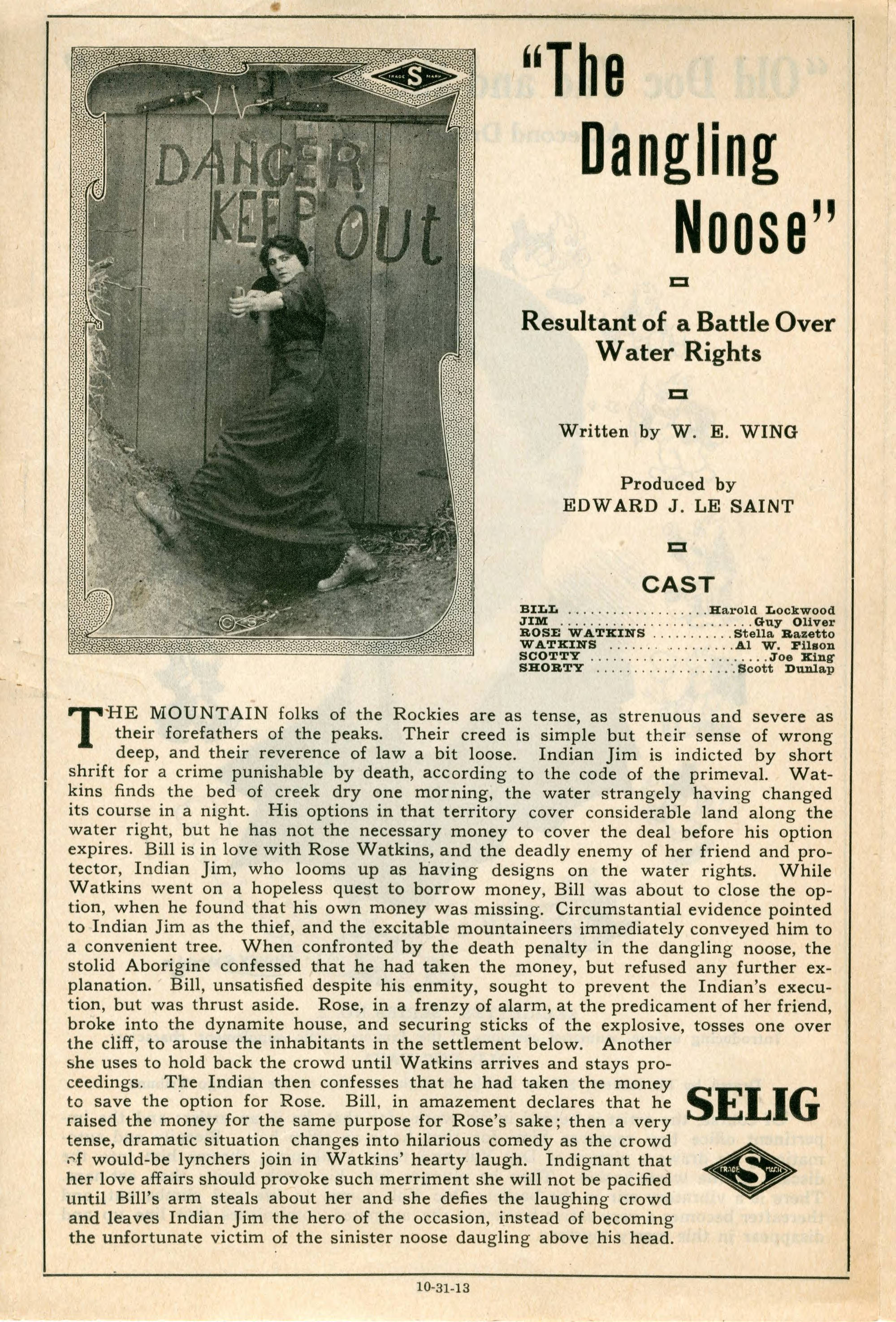
The Dangling Noose (1913)
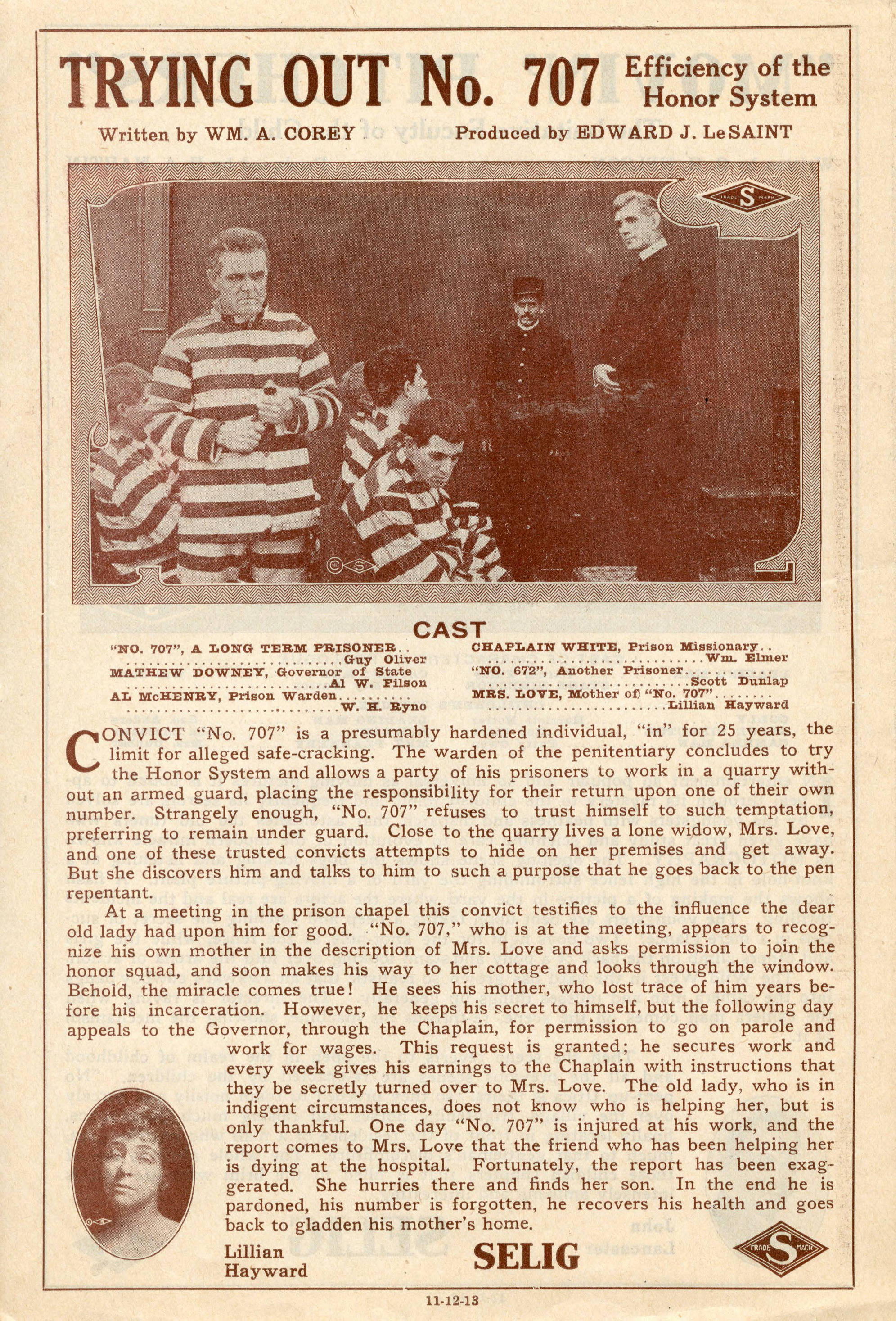
Trying Out No. 707 (1913)
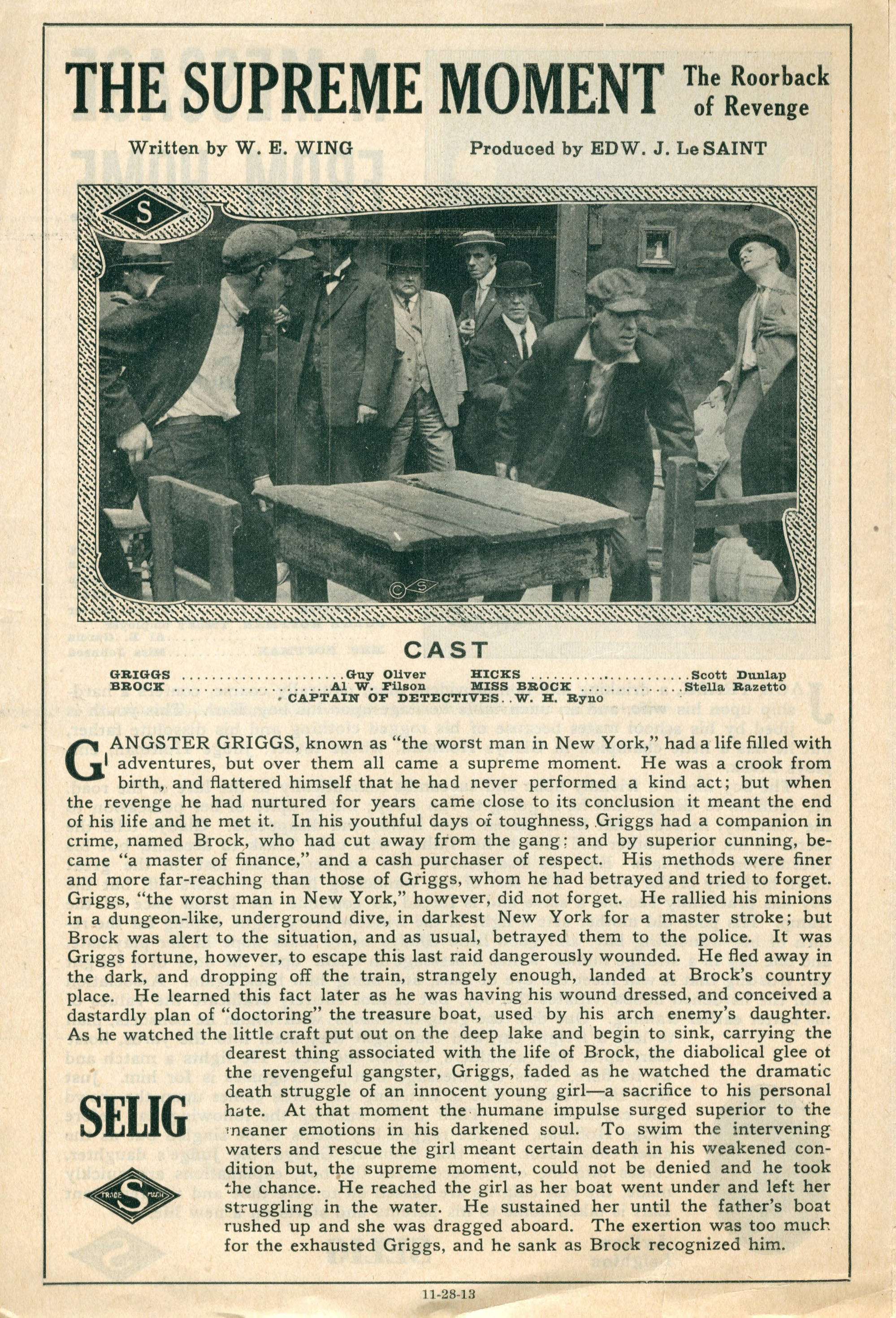
The Supreme Moment (1913)
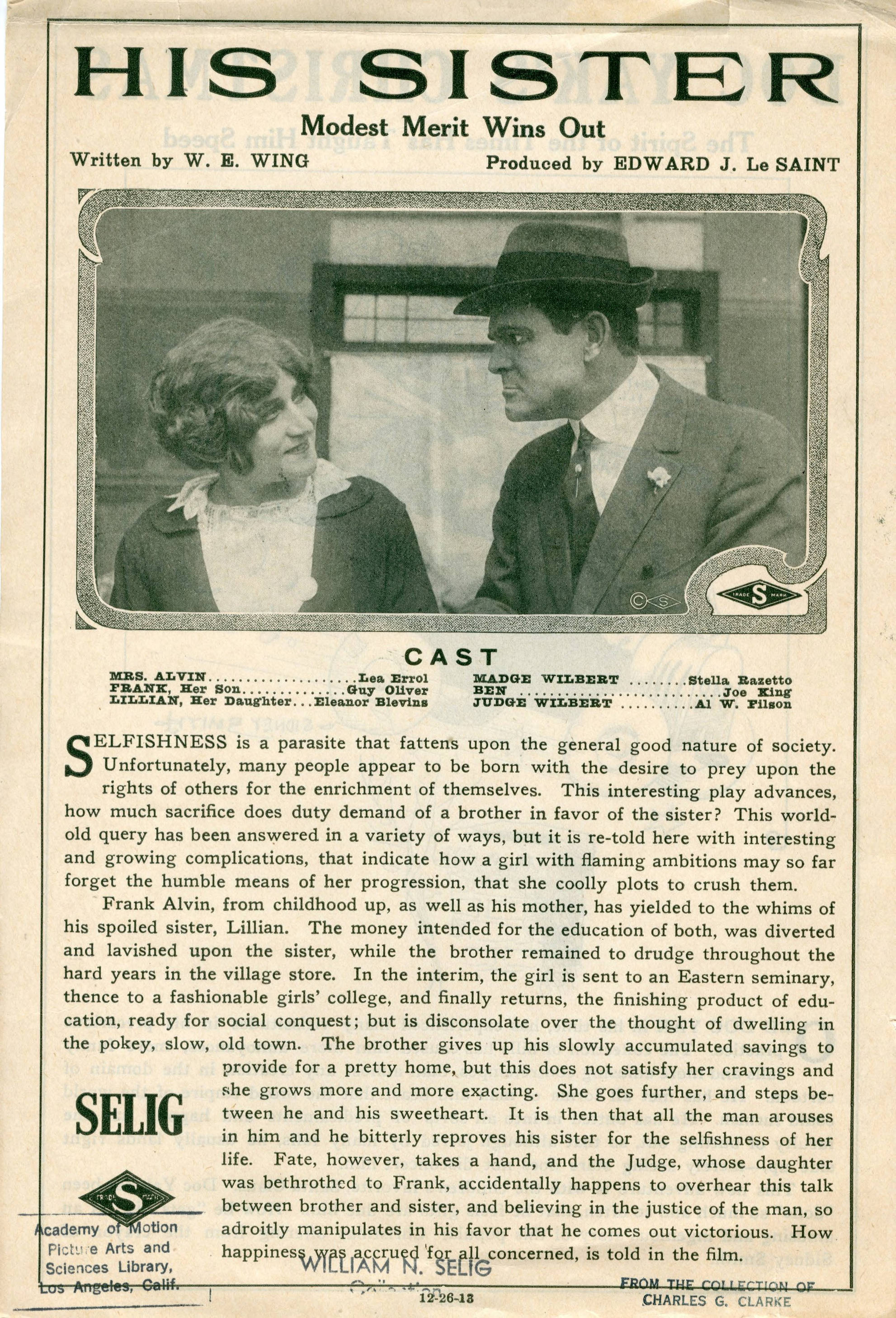
His Sister (1913)

## Gedeeltelijke filmografie

### Acteur
- Huckleberry Finn (1931)
- Range Feud (1931)
- Treason (1933)
- The Thrill Hunter (1933)
- Duck Soup (1933)
- Frontier Marshal (1934)
- Once to Every Woman (1934)
- The Lost Jungle (1934)
- Tomorrow's Youth (1935)
- Disorder in the Court (1936) - Judge
- The Oregon Trail (1936)
- The Adventures of Tom Sawyer (1938)
- The Gladiator (1938)

### Regisseur
- His Father's Rifle (1914)
- Lord John's Journal (1915)
- Lord John in New York (1915)
- The Grey Sisterhood (1916)
- Three Fingered Jenny (1916)
- The League of the Future (1916)
- The Three Godfathers (1916)
- The Jackals of a Great City (1916)
- The Feud (1919)
- More to Be Pitied Than Scorned (1922)

- Bibliothèque nationale de France: cb14687563c (data)
- Gemeinsame Normdatei: 1208853406
- International Standard Name Identifier: 0000 0003 8171 0487
- Library of Congress Control Number: no2010205543
- Virtual International Authority File: 261652590
- WorldCat: E39PBJtCCKwVqTtxYxC83vx4bd